# Antonio Maria Ciocchi del Monte
Antonio Maria Ciocchi del Monte (Monte San Savino, settembre 1461 – Roma, 20 settembre 1533) è stato un cardinale italiano della Chiesa cattolica, nominato da papa Giulio II.

## Biografia

### I primi anni e la carriera nella curia romana
Antonio Maria Ciocchi del Monte nacque nel settembre del 1461 a Monte San Savino, diocesi di Arezzo, figlio minore di tre rampolli avuti da Fabiano Ciocchi e Jacopa, figlia di Gaspare, di cognome sconosciuto. Fabiano abbandonò il cognome di Ciocchi per prendere quello di Monte San Savino, che poco dopo venne abbreviato in Monte.
Intrapresi gli studi ecclesiastici, ottenne il dottorato in utroque iure e poco dopo si recò a Roma per raggiungere il padre ed il fratello maggiore. Le sue conoscenze della sfera legale ed il suo intelletto attirarono l'attenzione della curia romana al punto che egli venne nominato avvocato concistoriale venendo apprezzato dai papi Innocenzo VIII e Alessandro VI. Papa Innocenzo lo nominò arciprete della chiesa di Sant'Angelo in Vado ad Urbino senza che ancora egli avesse ricevuto gli ordini sacri. Nel 1492, lo stesso papa lo nominò arciprete presso la cattedrale di Arezzo. Il 27 marzo 1493, venne nominato uditore della Sacra Rota. Nel 1495 ricevette la rettorìa della chiesa di Sant'Agnese ad Arezzo e l'anno successivo divenne prevosto di San Luciano, presso Monte San Savino. Nel 1498, dopo essersi dedicato per alcuni anni alle cure pastorali, venne richiamato a Roma dal papa e posto nuovamente nella Sacra Rota e dal luglio del 1502 egli venne nominato ufficiale di presidio della Sacra Rota in tutti i territori controllati da Cesare Borgia, figlio illegittimo di papa Alessandro VI. Antonio stabilì pertanto la propria sede giudiziaria a Cesena ed ottenne il rango di protonotario apostolico. Dato il potere accumulato e su insistenza dello stesso Borgia, ottenne l'incarico di governatore generale di Romagna.

### L'episcopato
Eletto vescovo di Città di Castello il 4 agosto 1503, Antonio Maria Ciocchi del Monte non fu in grado di prendere possesso ufficialmente della sua nuova diocesi dal momento che il suo predecessore, Giulio Vitelli, che era stato privato della sua sede da papa Alessandro VI, non rinunciò mai ai propri diritti ed anzi decise di difendersi con la forza per evitare che la sua sede episcopale gli fosse tolta; la famiglia dei Vitelli era una potente famiglia della città ed il vescovo Giulio aveva molto supporto locale. Malgrado queste premesse, il nuovo papa Giulio II confermò la nomina del vescovo Ciocchi e nel giugno del 1505 decise di prendere misure più drastiche ponendo la città sotto interdetto papale sin quando il suo vescovo non si fosse sottomesso all'autorità papale: a questo punto la città capitolò e nel luglio del 1505 il nuovo vescovo Ciocchi poté insediarsi ufficialmente nella sua diocesi, nella nuova cattedrale di San Florido, mantenendone il controllo sino al 6 febbraio 1506. Nel frattempo, il 4 gennaio 1506, Ciocchi del Monte venne consacrato vescovo nella chiesa di San Pietro in Vincoli a Roma per mano di Tito Veltri, vescovo di Castro ed Acquapendente, assistito da Nicola Antonio de Piscibus, vescovo di Muro Lucano, e da Francesco Filipperi, vescovo di Ferentino. Nel gennaio del 1504 papa Giulio II lo nominò inoltre governatore di Cesena e dal 26 luglio di quello stesso anno divenne uditore della Camera Apostolica. Promosso alla sede metropolitana di Siponto (Manfredonia) il 6 febbraio 1506, mantenne tale incarico sino al 30 maggio 1511.
Il 21 ottobre 1507, papa Giulio II, con la bolla In sublimi sottrasse il Santuario della Santa Casa di Loreto al vescovo di Recanati ponendolo sotto il dominio diretto della Santa Sede. Ciocchi del Monte ne fu nominato il primo Protettore.

### Il cardinalato

#### La nomina e gli incarichi di curia
Creato cardinale presbitero nel concistoro del 10 marzo 1511, Antonio Maria Ciocchi del Monte ricevette la berretta cardinalizia il 13 marzo successivo e il 17 marzo ottenne il titolo cardinalizio dei Santi Vitale, Valeria, Gervasio e Protasio.
Nominato amministratore apostolico della sede di Pavia dal 30 maggio 1511, dopo dieci anni diede le dimissioni da tale incarico in favore di suo nipote Giovanni Maria Ciocchi del Monte (13 marzo 1521). Poco dopo la sua elevazione a cardinale, divenne cardinale protettore dell'Ordine dei Servi di Maria, ottenendo dal papa anche il privilegio di disquisire con quattro cardinali francesi che avevano sposato la causa di Luigi XII di Francia per quanto riguardava la convocazione dello scismatico Concilio di Pisa.
Legato apostolico a Perugia dal 1511, non lasciò mai Roma per assolvere a pieno i suoi incarichi in quanto troppo preso dai lavori per il concilio di Pisa e l'organizzazione del Concilio Lateranense V. Fu lui ad indurre papa Giulio II a celebrare quello stesso concilio lateranense che si aprì il 3 maggio 1512; all'interno di questa organizzazione, Ciocchi dal Monte venne nominato membro della commissione per la riforma della curia e dei suoi uffiziali (3 giugno 1512) e nel 1521, a conclusione dell'adunanza, fu lo stesso cardinal nipote a pubblicare gli atti del concilio con permesso papale del 25 maggio di quell'anno.
Nel 1513 venne inviato dal papa come legato dell'Umbria per restaurare il controllo papale sulla regione dopo il caos apportato dall'invasione di Luigi XII. Ottenuto in commendam il titolo cardinalizio di Santa Croce in Gerusalemme, prese parte al conclave del 1513 che elesse papa Leone X ed il 14 luglio 1514 optò per il titolo di Santa Prassede. Nominato legato apostolico a Perugia nel 1514, dal 1516 al 1517 fu Camerlengo del Sacro Collegio dei Cardinali.

#### Il processo ai cospiratori contro Leone X
Amministratore apostolico della sede di Novara dal 19 aprile 1516, occupò tale incarico sino al 20 dicembre 1525. Nella primavera del 1517 venne scoperto un complotto guidato da diversi cardinali intenzionati ad assassinare papa Leone X. Il cardinale Ciocchi del Monte venne incaricato ufficialmente dal pontefice di gestire le questioni legali del processo e, nello specifico, delle situazioni personali dei cardinali Alfonso Petrucci e Bandinello Sauli, identificati come i capi della cospirazione stessa. Anche il cardinale Raffaele Riario venne implicato nel processo, ma con conseguenze più lievi. Stabilita la colpevolezza dei due principali accusati, il papa immediatamente li depose entrambi nel concistoro del 22 giugno 1517. Come premio per la diligenza nella gestione dell'affare, Antonio Maria Ciocchi del Monte poté optare per l'ordine dei cardinali vescovi ottenendo la sede suburbicaria di Albano il 24 luglio 1521 e prese poi parte al conclave del 1521-1522 che elesse a pontefice Adriano VI.
Nel febbraio del 1523 il nuovo papa lo nominò capo di una commissione pontificia speciale incaricata di ridurre drasticamente le ormai eccessive spese del Vaticano e di abolire un gran numero di cariche curiali create a suo tempo da papa Leone X per raggranellare denaro per le casse papali e per la costruzione della Basilica di San Pietro. Nel concistoro del 23 luglio 1523 il cardinale Ciocchi del Monte si oppose apertamente alla creazione di una lega difensiva a fianco dell'imperatore Carlo V d'Asburgo, ritenendo tale iniziativa assai pericolosa per le alleanze politiche e militari col re Francesco I di Francia. Prese quindi parte al conclave del 1523 dal quale uscì eletto papa Clemente VII e venne nominato cardinale protettore dell'Oratorio romano del Divino Amore, patronato che già era stato di Adriano VI durante il suo cardinalato.

#### Il Sacco di Roma: a fianco di papa Clemente VII in Castel Sant'Angelo
Il 9 dicembre 1523 optò per la sede suburbicaria di Frascati e la occupò sino al 18 dicembre di quello stesso anno quando passò a quella di Palestrina. Il 20 maggio 1524 si fece assegnare la sede suburbicaria di Sabina e dal 15 giugno 1524 ottenne quella di Porto e Santa Rufina. Vice decano del Sacro Collegio dei Cardinali, dopo la conclusione della Lega di Cognac il 22 maggio 1526, egli si congratulò col pontefice Clemente VII che tramite tale atto aveva formalmente dato inizio ad una politica anti-imperiale a fianco di Francia, Venezia e Sforza del Ducato di Milano. Il cardinal Ciocchi del Monte divenne quindi uno dei membri principali della nuova commissione incaricata di preparare lo Stato Pontificio all'imminente guerra, responsabilità che lo impegnò sino ai primi mesi del 1527; alla prova dei fatti le disposizioni progettate si dimostrarono inadeguate a resistere alle grandi formazioni ispano-germaniche mobilitate dall'imperatore. Quando il Sacco di Roma ebbe inizio il 6 maggio 1527, il cardinale Antonio Ciocchi del Monte fu uno dei pochi a rimanere fedele al papa e con lui cercò rifugio a Castel Sant'Angelo. Quando la situazione divenne disperata, il cardinale fu tra i primi ad offrirsi per cercare di stilare un accomodamento tra papa ed imperatore e fu quindi tra i firmatari dell'armistizio del 5 giugno 1527 che portò all'evacuazione delle truppe di Carlo V dall'Urbe. Il concordato di pace prevedeva però che uno dei nipoti di Antonio, Giovanni Maria, fosse incluso fra i sette ostaggi trattenuti presso la corte imperiale nel caso in cui Clemente VII avesse deciso di recedere dall'accordo di pace.

#### Il divorzio di Enrico VIII
Dal 1528 egli venne coinvolto a fondo nella questione del divorzio reale inglese di Enrico VIII, presso il quale il cardinale Ciocchi del Monte venne inviato come legato per risolvere pacificamente la questione, malgrado l'età avanzata ed una salute ormai malferma. Tornato a Roma, il 12 gennaio 1529 ricevette ufficialmente l'ambasceria inglese giunta presso il papa con l'intento di convincerlo a sciogliere il matrimonio del sovrano inglese con la prima moglie, ma tale proposito fallì malgrado l'appoggio ottenuto dagli inglesi presso il cardinale Ciocchi del Monte. Il suo atteggiamento così favorevole alla causa inglese portò la curia romana al proposito di nominarlo Cardinale Protettore d'Inghilterra al posto del cardinale Lorenzo Campeggi, ma tale progetto non si concretizzò perché un evento improvviso ruppe definitivamente i rapporti tra il regno inglese e la Santa Sede: il 25 gennaio 1533 re Enrico VIII sposò Anna Bolena con cerimonia ufficiata dal nuovo arcivescovo di Canterbury da lui nominato, Thomas Cranmer. Dopo alcuni mesi, papa Clemente VII prese la decisione finale di osteggiare il divorzio di Enrico VIII e segretamente gli inviò una lettera di scomunica.
Il cardinale Ciocchi del Monte, vedendo la causa inglese ormai perduta e verso la fondazione della religione anglicana, divenne nuovamente devoto servitore della curia romana ed il 7 aprile 1529 venne nominato amministratore apostolico della sede episcopale di Rimini, occupando tale incarico sino al 24 maggio 1529. Amministratore della sede di Caiazzo dal 24 maggio al 18 giugno 1529, fu legato a Roma durante l'assenza del pontefice dal 1º ottobre 1529. Amministratore apostolico della sede episcopale di Alatri dal 4 febbraio 1530, occupò tale incarico sino al 1º luglio di quello stesso anno.

#### A favore della riforma della chiesa tedesca
Mentre in Inghilterra la situazione religiosa andava sempre più distaccandosi dalla chiesa di Roma, l'imperatore Carlo V inviò una missiva al papa pressandolo per l'immediata necessità di convocare un concilio generale per risolvere la tumultuosa situazione religiosa in Germania; il papa ricevette la lettera il 16 novembre 1530 e poco dopo papa Clemente iniziò a programmare un nuovo concilio, fatto di cui venne incaricato ancora una volta il Ciocchi del Monte. A differenza di quanto fatto in passato, forse spaventato dalle possibili conseguenze di un secondo sacco di Roma, il cardinal Ciocchi fece pressione sui cardinali meno convinti per la creazione di un nuovo concilio apposito, assieme ai cardinali Egidio Canesio e Alessandro Farnese. L'agente dell'imperatore nel collegio, il cardinale García de Loyasa, presente al concistoro, scrisse all'imperatore in data 30 novembre 1530 che il cardinal Ciocchi del Monte si presentava come uno dei più strenui sostenitori della volontà imperiale. Nominato legato a Roma, con giurisdizione assoluta, durante l'assenza di papa Clemente VII impegnato a Marsiglia per celebrare il matrimonio tra il duca Enrico d'Orléans, figlio secondogenito di re Francesco I di Francia, e Caterina de' Medici, dal 6 al 9 settembre 1533.

### La morte e la grandiosa tomba di famiglia di Giulio III
Antonio Maria Ciocchi del Monte morì il 20 settembre 1533, a Roma, all'età di 72 anni, venne sepolto, secondo il suo testamento, nella chiesa di San Pietro in Montorio.
Quando suo nipote, il cardinale Giovanni Maria Ciocchi del Monte divenne papa col nome di Giulio III, questi diede ordine che in San Pietro in Montorio si costruisse una cappella apposita per la sua famiglia ed essendo il pontefice stesso ormai in età avanzata, egli ordinò che i lavori iniziassero subito e proseguissero il più in fretta possibile. Il contratto per la costruzione venne concesso a Giorgio Vasari il 2 giugno 1550 e subito accettato in quanto i termini del contratto già erano stati discussi nel marzo di quell'anno, ad alcune settimane di distanza dall'incoronazione papale. La costruzione base venne terminata in soli due mesi, dal 13 ottobre all'8 dicembre 1550. Il 19 dicembre, le spoglie del cardinale Antonio Maria Ciocchi del Monte vennero spostate nella nuova cappella accanto alla tomba di suo fratello Vincenzo, padre del pontefice. Per la sua tomba venne predisposta una sua effigie scolpita nel marmo e realizzata da Bartolomeo Ammannati.

## Conclave
Durante il suo cardinalato Antonio Maria Ciocchi del Monte partecipò ai conclave:
- Conclave del 1513, che elesse papa Leone X;
- Conclave del 1521-1522, che elesse papa Adriano VI;
- conclave del 1523, che elesse papa Clemente VII.

## Genealogia episcopale e successione apostolica
La genealogia episcopale è:
- Vescovo Tito Veltri de Viterbo
- Cardinale Antonio Maria Ciocchi del Monte

La successione apostolica è:
- Papa Giulio III (1514)
- Arcivescovo Giovannangelo Arcimboldi (1526)